# Bitwa o handel

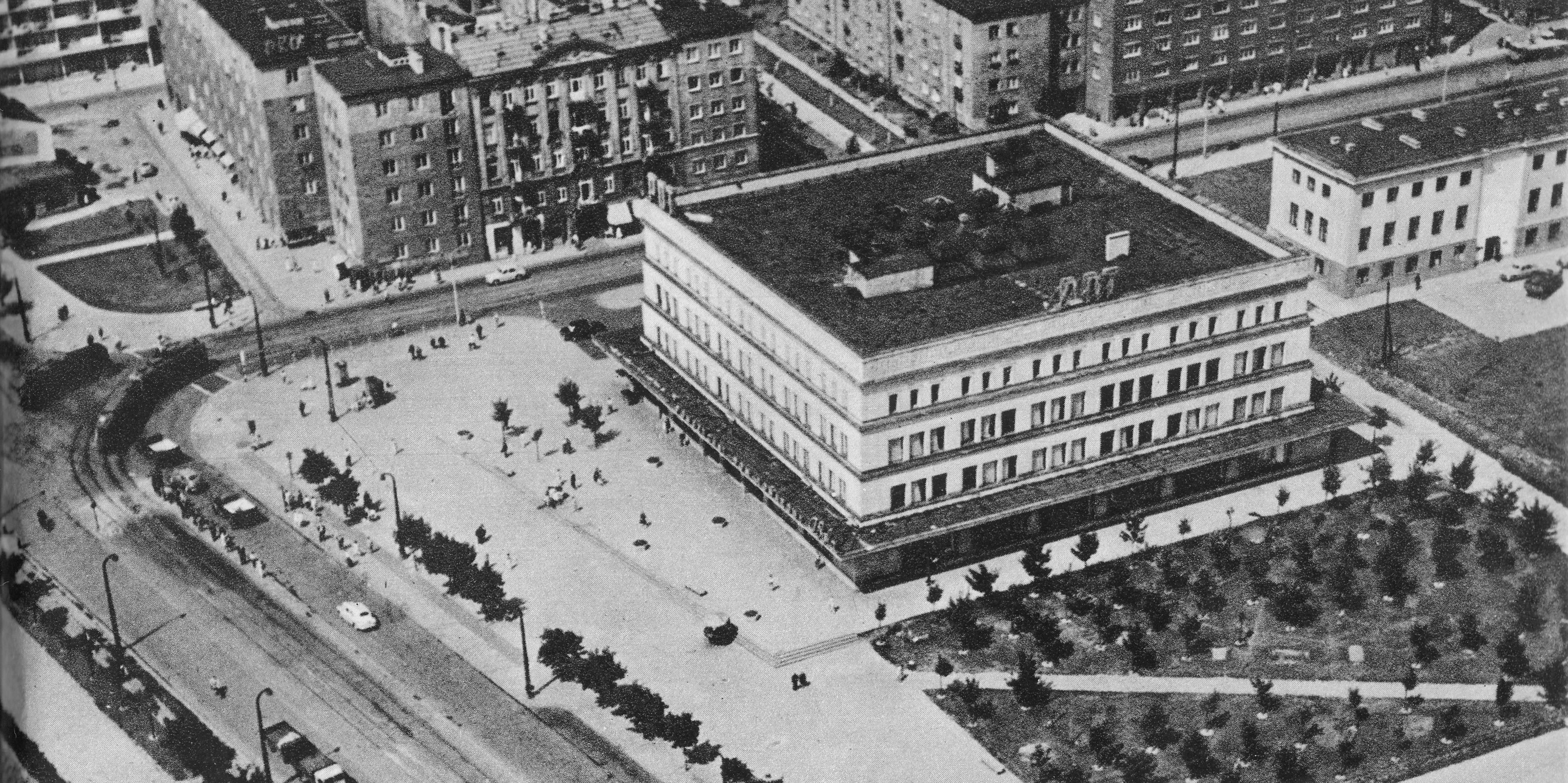
Powszechny Dom Towarowy Wola w Warszawie

Bitwa o handel – polityka gospodarcza prowadzona w Polsce w latach 1947–1949 przez rządzącą Polską Partię Robotniczą (PPR) (od 16 grudnia 1948 Polską Zjednoczoną Partię Robotniczą (PZPR)), mająca na celu ograniczenie i wyeliminowanie sektora prywatnego w handlu hurtowym i detalicznym, którego istnienie miało według Polskiej Partii Robotniczej grozić odrodzeniem się kapitalizmu w Polsce. Propagandowym uzasadnieniem PPR dla tej polityki była walka ze spekulacją.

## Geneza i przebieg "Bitwy o handel"
"Bitwa o handel" została rozpoczęta wkrótce po sfałszowanych przez PPR wyborach do Sejmu Ustawodawczego, przeprowadzonych 19 stycznia 1947. Zapoczątkowało ją wystąpienie ministra przemysłu i handlu Hilarego Minca (faktycznie kierującego polityką gospodarczą państwa) na plenum Komitetu Centralnego Polskiej Partii Robotniczej 13 i 14 kwietnia 1947.  U podstaw „bitwy o handel”, jak również późniejszych ograniczeń sektora prywatnego, legły przesłanki czysto ideologiczne, sprowadzające się do dostosowania organizacji obrotu towarowego do ogólnej koncepcji gospodarki centralnie kierowanej.
W propagandzie PPR bitwa o handel nie zakładała likwidacji przemysłu i handlu prywatnego, lecz poddanie go kontroli państwa, ograniczenie jego nadmiernych i nielegalnych zysków oraz skierowanie jego możliwości rozwojowych do tych dziedzin gospodarki narodowej, gdzie mogły przynosić pożytek (odbudowa Ziem Zachodnich, budownictwo itd). Zakładała likwidację a przynajmniej ograniczenie do minimum spekulacji, wzmocnienie roli państwa na rynku jako producenta i dystrybutora podstawowej masy towarowej.
W celu realizacji zaplanowanych działań 2 czerwca 1947 uchwalono trzy ustawy:
- w sprawie zwalczania drożyzny i nadmiernych zysków w obrocie handlowym,
- o obywatelskich komisjach podatkowych i lustratorach społecznych,
- o zezwoleniach na prowadzenie przedsiębiorstw handlowych i budowlanych.

PPR uruchomiła znaczne siły w walce ze spekulacją. W teren ruszyły ekipy robotnicze i młodzieżowe z uprawnieniami komisji specjalnych, dla kontroli działalności handlu prywatnego. Uruchomiony został aparat skupu, ustalona została relacja cen podstawowych towarów przemysłowych i zastosowane zostało inne opodatkowanie elementów kapitalistycznych.
W 1947 r. utworzono przedsiębiorstwo państwowe Powszechne Domy Towarowe (PDT), które w kolejnych latach zbudowało sieć kilkudziesięciu wielkich domów towarowych w 22 największych miastach. Powszechne Domy Towarowe miały być konkurencją dla małych sklepów prywatnych.
Właścicielom sklepów, którzy zawyżali ceny, groziło do 5 lat więzienia. Narzędziem władz w walce z przedsiębiorcami były m.in. koncesja, domiar oraz utrudnienia np. przy zakupie towarów w hurtowniach, które zostały upaństwowione.
W trakcie „bitwy o handel” liczba prywatnych sklepów spadła z ponad 134 tys. w 1947 do około 78 tys. w 1949. Spowodowało to ogromne trudności w zaopatrywaniu ludności w towary codziennego użytku, gdyż przez cały czas likwidowano o wiele więcej prywatnych placówek niż powstawało nowych – „uspołecznionych”, które były nieefektywne.
„Bitwa o handel” zreorganizowała również ruch spółdzielczy – powstały m.in. Centralna Spółdzielnia Spożywców „Społem” i Centrala Rolniczych Spółdzielni „Samopomoc Chłopska”.

## Konsekwencje "bitwy o handel"
„Bitwa o handel” stanowiła przełom w kształtowaniu powojennych stosunków własnościowych w handlu. Zdecydowaną przewagę uzyskał sektor „uspołeczniony”, grupujący przedsiębiorstwa państwowe i zetatyzowane spółdzielnie, koncentrując w 1950 r. 100% obrotów hurtowych i 83% detalicznych. Wpłynęło to negatywnie na funkcjonowanie obrotu towarowego i warunków zaopatrzenia ludności, bowiem ogólna liczba punktów sprzedaży uległa zmniejszeniu, a ich funkcje przejął częściowo „czarny rynek”. Załamanie handlu dotknęło głównie małe miasta i osiedla, gdzie proces likwidacji sklepów prywatnych postępował bardzo szybko, zaś przyrost sieci „uspołecznionej” znacznie odbiegał od potrzeb. Powstały tzw. pustynie handlowe, które utrudniały nie tylko zaopatrzenie ludności, ale także zbyt płodów rolnych oraz wyrobów lokalnego rzemiosła i drobnej wytwórczości, co podkopało funkcjonowanie rynków lokalnych.
Niekorzystne procesy rynkowe potęgowało załamanie produkcji w sektorze prywatnym poza rolnictwem. Wbrew zapewnieniom wspomnianej ustawy ze stycznia 1946 r., władze przystąpiły do wypierania prywatnego przemysłu i rzemiosła. Politykę ograniczania i eliminacji przemysłu prywatnego realizowano głównie przy użyciu systemu fiskalnego. Wprowadzono obowiązek przymusowego oszczędzania, zmieniono podstawy wymiaru podatku dochodowego i obrotowego oraz podniesiono opłaty skarbowe. Zakładając powszechną nieuczciwość zeznań podatkowych stosowano wymiary uzupełniające, zwane „domiarami”. W rezultacie, przeciętne sumaryczne obciążenie jednego podatnika w latach 1947-1948 wzrosło dwukrotnie